# Sant Honoré Cafeteria
Sant Honoré Cafeteria és un conjunt d'edificis de Matadepera (Vallès Occidental) protegits com a Bé Cultural d'Interès Local.

## Descripció
S'ha considerat ambient els fronts edificats de cases unifamiliars que conserven encara els trets arquitectònics essencials de la primera implantació urbana, l'habitatge rural bastit arran del camí.
Les cases estan arrenglerades al carrer i comparteixen parets mitgeres. Tenen una amplada d'un o dos cossos (uns 4 o 5 m cada un), i dues plantes d'alçada, connectades per una escala situada a la meitat de la profunditat de la casa. La façana es caracteritza per una entrada espaiosa, necessària per les tasques agrícoles i unes finestres petites tant la dels baixos com la de la planta pis. A la part del darrere dins la mateixa parcel·la hi havia l'hort. L'edifici de l'actual cafeteria correspon a l'espai d'instal·lacions relacionades amb les tasques agrícoles. En aquest cas s'hi localitzava fins fa pocs anys el pou de cal Ferrer, al qual s'hi accedia des de l'exterior per una portella en forma de finestra.

## Història
Aquests habitatges van formar els primers assentaments urbans de Matadepera, situant-se al camí ral que anava de Barcelona a Manresa durant el període 1768-1850. L'any 1769 en Narcís Gorina estableix a Francesc Ventayol, també a peu del camí Ral, en un tros de terra on hi construeix l'hostal de Marieta. S'inaugura l'any 1772. Tenia la concessió reial de tabacs, i altres productes. El 1784 construeix les cavallerisses i el pou en els terrenys del davant que correspondrien amb molta probabilitat a aquest edifici i l'actual Balma i a cal Ferrer. El pou subministrà aigua als veïns fins ben entrada la segona meitat del segle xx. Els edificis que formaven l'antic hostal de la Marieta, sembla que no presenten grans modificacions exteriors, tal com podem veure encara en el tram central del carrer Sant Joan.